# Сетцу (лінкор)
«Сетцу» (яп. 摂 津, англ. Settsu) — японський лінкор, другий і останній лінкор типу «Каваті». Побудований на військовій верфі в Йокосуке, спущений на воду в 1911 році, став до строю в 1912 році. Названий на честь історичної провінції Сеццу (частина території сучасної префектури Осака).
Відрізнявся від однотипного «Каваті» за силуетом корпусу: у «Сетцу» атлантичний штевень, у «Каваті» — прямий.
«Сетцу» був частиною кораблебудівної програми 1907 року; Японія збиралася побудувати в загальній сумі вісім нових дредноутів на випадок конфлікту з Росією або США. Гармати для носової та кормової вежі (305 мм / 50 калібрів) були замовлені в англійської фірми Armstrong Whitworth, а парові турбіни «Curtis» побудовані в Японії за ліцензією.
У Першій світовій війні «Сетцу» патрулював Жовте і Південнокитайське море, взяв участь в облозі Циндао.
За умовами Вашингтонської морської угоди, в 1922 році на верфі Куре з «Сетцу» зняли озброєння. У 1924 році лінкор був виведений зі складу флоту і перетворений в добре броньований корабель-мішень. У 1937—1938 роках на «Сетцу» встановлено дистанційне керування по радіо; кораблем-мішенню керували з пульта на есмінці «Юкадзе».
Під час Другої світової війни на колишній лінкор знову встановили озброєння — 25-мм зенітні гармати для захисту від ворожої авіації. Проте 24 липня 1945 року «Сетцу» був потоплений американським літаком. У 1947 році був піднятий на поверхню і розібраний на метал.